# ビマル・ガルティ・マガル
ビマル・ガルティ・マガル（विमल घर्ती मगर、Bimal Gharti Magar、1998年1月26日 - ）は、ネパール・カトマンズ出身のサッカー選手。ネパールのサッカー選手として最年少で国外でプレーした選手である。